# Rejon komariczski
Rejon komariczski (ros. Комаричский район) – jednostka administracyjna wchodząca w skład Obwodu briańskiego w Rosji.
Centrum administracyjnym rejonu jest osiedle typu miejskiego Komariczi. Centra administracyjne wiejskich osiedli to: Arkino, Bychowo, Bobrik, Litiż, Łopandino, Marjinka, Usoża.